# Nadežda Starikova
Nadežda Nikolajevna Starikova (rusko Надежда Николаевна Ста́рикова), ruska literarna zgodovinarka, slavistka, slovenistka, * 1. februar 1962, Moskva, Rusija.

## Življenje
Leta 1985 je diplomirala na Oddelku za slavistiko Filološke fakultete Državne univerze v Moskvi in nadaljevala podiplomski študij na Moskovskem Akademskem Institutu za slavistiko in balkanistiko. Njena magistrska naloga Словенский исторический роман 1970-х гг. (1993) se je nanašala na slovenski zgodovinski roman v sedemdesetih letih 20. stoletja, doktorska disertacija (2007) Типология словенской исторической прозы: роман 1920-х - 1930-х гг. pa na tipologijo slovenske zgodovinske proze: roman dvajsetih in tridesetih let 20. stoletja. Od leta 1993 sodeluje kot višja znanstvena sodelavka na Oddelku za sodobno literarno zgodovino ter predava slovensko književnost in kulturo na Filološki fakulteti moskovske državne univerze. Opravlja tudi znanstvenoraziskovalno delo na Institutu za slavistiko. Junija 2025 je bila izvoljena za dopisno članico SAZU.

## Delo
Seznam njenih znanstvenih del šteje več kot sto naslovov. Sodelovala je pri pripravi monografije Literarna zgodovina držav Vzhodne Evrope po 2. svetovni vojni. Je odgovorna urednica zbornika Književnosti centralne i yugo-vzhodne Evrope. Pripravila je program za pet predmetov s področja slovenistike/slavistike in za predmet Zgodovina slovenske književnosti, kulture in literarne kritike za slušatelje predmeta Zgodovina slovanskih književnosti. Je urednica in prevajalka antologije sodobne slovenske književnosti.

## Izbrana bibliografija
Monografije
- Словенский исторический роман 1920-1930-х гг. Типология, генеалогия, поэтика. Moskva: Institut slavjanovedenija RAN, 2006 (COBISS)

Članki
- K vprašanju tipologije zgodovinskega romana. Ljubljana: Primerjalna književnost 23/1, 2000. 23-34. (COBISS)
- »Ruski« Prešeren. Ljubljana: Zbornik Društva slovenskih književnih prevajalcev, 2001. 82-90. (COBISS)
- Slovenski zgodovinski roman med vojnama: nacionalno in univerzalno. Ljubljana: Center za slovenščino kot drugi/tuji jezik, 2003. 251–257. (COBISS)
- Slovenska kratka proza devetdesetih let 20. stoletja – problem nove identitete. Center za slovenščino kot drugi/tuji jezik pri Oddelku za slovenistiko Filozofske fakultete, 2006. 261–267.  (COBISS)
- Slovanske literature na Moskovski univerzi: izkušnje predavanja in raziskovanja. Center za slovenščino kot drugi/tuji jezik pri Oddelku za slovenistiko Filozofske fakultete, 2008. 277–284. (COBISS)